# カズン (歌手グループ)
カズン（cousinとも表記）は、古賀 いずみ（こが いずみ）と漆戸 啓（うるしど ひろし）によるポップスデュオ。1992年に結成し、1995年にメジャーデビューした。

## 概要
1995年にSony Musicからデビューした。2人は従姉弟である。
大ヒットとなった冬の定番ソング『冬のファンタジー』（サッポロビール冬物語CMソング）をはじめ、代表曲は『風の街』（NHK 列島縦断鉄道12000Kmの旅テーマソング）『あなたに会えてよかった』『ひまわり』など。平和への想いを込めた『僕が君から借りたもの』『wave』は広島をはじめ全国の小学校を中心に合唱曲として歌われ、JICA（国際協力機構）とのタイアップによるアフリカはウガンダの子どもたちとのセッション『The Pearl of Africa』では奇跡の現地レコーディングを実現した。25周年を迎え、NEWアルバム「素敵なmusic」（『小さい春みつけた』『プレイボール』を含む全10曲収録）を発表した。日本各地の学校や劇場でコンサートツアーを展開している。ウガンダ共和国親善大使。

## 年譜
- 1992年 - 別々に音楽活動をしていた2人が東京のスタジオで再会し、デュオを結成した。
- 1993年 - 祖母が死去し、祖母に捧げるオリジナルソング「おばあちゃんの誕生日」（アルバム『ふたりのSomeday』に再録）を制作して「イトコーズ」名義でライブ活動を始めた。1995年にシングル「愛なんて信じない」でカズンとして活動を始めた。
- 1995年10月に発売した3枚目のシングル「冬のファンタジー」が、サッポロビール「冬物語」シリーズのCMソングに用いられて70万枚以上を売り上げた。以後「水曜日に会いましょう」（メナード「ジュピエルリップスティック」CMソング）、「夢追いかけて」（松竹映画『宮澤賢治 その愛』主題歌）、「ふたりのSomeday」（明治乳業「明治LOVE」CMソング）など多数タイアップした。
- 2001年 - テイチクレコードへ移籍し、移籍後第1弾のシングル「ひまわり」がボランティア国際年サポートソングとして広く認知される。
- 9・11テロを契機に開催された「アフガニスタン難民チャリティーコンサート」に参加し、募った義援金1756万円を現地へ赴いて届けた。
- 2004年 - 「風の街」を発売し、NHK-BS『列島縦断 鉄道12000キロの旅 〜最長片道切符でゆく42日〜』のテーマソングに用いられてインディーズチャート第1位となった。
- 2005年 - ハービー・ハンコック、ウェイン・ショーターらと共に広島長崎被爆60周年世界青年音楽祭に出演した。広島県廿日市市の子供たちと「平和を願うコンサート」を催し、楽曲「僕が君から借りたもの」は中国電力のCMに用いられた。
- 2008年 - ブラインドサッカー応援ソングとして制作した「キミノコエ」「GOAL」が、同競技アジア選手権大会の公式応援ソングに認定される。
- 2010年 - コンサートツアー『岩崎良美×カズン 七色音色〜なないろねいろ〜』を岩崎良美とともに全国各地で開催する。
- 2011年 - 国際協力機構）の国際協力プラットフォーム「なんとかしなきゃ!プロジェクト」著名人メンバーに任命される。
- 2012年 - UN Women（国連女性機関）さくら親善大使に任命される。
- 2012年 - 新コンセプト〝C〟シリーズのミニアルバム『C1』『C2』を発売した。
- 2013年 - ウガンダ共和国の子どもたちが参加した『The Pearl of Africa』を発売した。
- 2013年 - 11月12日、ウガンダ共和国の親善大使に任命される。
- 2014年 - 被爆2世の調律師・矢川光則と被爆ピアノ（ミサコのピアノ）とコラボレーションする。
- 2015年 - 『カズンと歌おう!ライブ2015〜One World One Harmony Tour〜』 全国公演。20周年二重唱プロジェクト第1弾として、レーベルを越えたオールタイム・ベスト『カズン 二重唱〜夢色ノート盤』を発売した。
- 2016年 - 20周年二重唱プロジェクト第2弾オリジナル・アルバム『カズン 二重唱〜虹色ノート盤』を発売した。
- 2019年 - 『カズン~やっぱ生でSHOW！~冬は必ず春モニー♪ライブ2019』 全国公演。
- 2020年 - オリジナル・アルバム『素敵なmusic』を発売した。

1995年から1998年までキューンレコード、2001年から2004年までテイチクレコードにそれぞれ所属した。2004年のアルバム『おかえりなさい』以降の作品は主に「cousin as always label」で発売している。

## メンバー
古賀 いずみ（こが いずみ、1967年4月24日 - ）
ボーカル（女声）担当。東京都出身で創価大学経済学部を卒業した。
幼少時から歌唱を好み、小学1年生の七夕で短冊に「将来は歌手に」と書いた。小学4年生から東映児童研修所に所属して「古賀泉」名義で子役として活動し、『ぐるぐるメダマン』のアズキアライ役が代表作である。大学在学時は学内音楽サークル「ライト・ミュージック」で活動し、ビクター音楽カレッジ学内ボーカルオーディションで「ホープ賞」を受賞し、1986年1月21日に「海が見える場所から」をビクターレコードから発売した。卒業後はNTV系列『ルックルックこんにちは』の「こころの歌コーナー」にレギュラー出演して童謡唱歌を歌い、CMソングやTV番組でコーラスなどを経て1995年にカズンとしてデビューした。
2007年に「歌の宝箱・虹の会」を発足し、地域密着型『親子ファミリー“歌”のコンサート』を始めた。現在は40歳以上限定のカバー曲を歌う“R40”スタイルのソロライブも催し、2009年に初のソロアルバム『君が眠ったあとに』をキャンディレコードから発売した。学校の教室などでトーク&ライブ催し、ソロの歌声と卑近なトークが好評を博している。
娘の 片桐さくらも歌手として活動。2025年4月からSNSにて“#親子で歌ってみた”と称したシリーズの共演動画を投稿している。
漆戸 啓（うるしど ひろし、1973年5月13日 - ）
ボーカル（男声）、ピアノ、作詞、作曲、アレンジを担当する。千葉県松戸市出身で、創価高等学校、尚美学園短期大学音楽学科作曲専攻を卒業した。
株式会社F.M.F所属の作家として、作曲や編曲を手掛ける。
- 岩崎良美30周年アニバーサリーアルバム『赤と黒から…I』プロデュース、楽曲提供、編曲
- ドリーミング20周年記念アルバム『夢のアルバム』プロデュース、楽曲提供、編曲
- 天童よしみ30周年記念シングル「梅いちりん」作編曲、カップリング曲 「あの頃の鳳仙花」 作編曲
- 大沢誉志幸シングル「トパーズ」、アルバム『love life』編曲
- 松本明子シングル「soon」編曲（カップリング曲とも）
- Jimmy and the Vividsデビューシングル「Boogie Woogie Train」 他 作編曲
- 岩崎良美「モノクローム」作詞、作編曲、他アルバム編曲
- 石野真子「金木犀の香る頃」 作編曲
- ロスインディオス45周年記念アルバム 編曲
- Sista Fiveアルバム 「Dear...」
- カナダOMNI TV制作のドキュメンタリーフィルム『No More Hiroshima No More Nagasaki』（2007年） - 音楽担当 カナダ・バンクーバー・フィルム・フェスティバル2007'にてthe Best Canadian Documentary最高賞受賞
- NHK『列島縦断 鉄道12000キロの旅 〜最長片道切符でゆく42日〜』テーマソング及び音楽担当、楽譜出版監修
- テレビ埼玉日中国交正常化30周年記念番組 音楽担当

## ディスコグラフィー

### シングル
|      | 発売日         | タイトル             | 規格品番   |
| ---- | -------------- | -------------------- | ---------- |
| 1st  | 1995年03月24日 | 愛なんて信じない     | KSD2-1082  |
| 2nd  | 1995年07月01日 | ベルが鳴った         | KSD2-1096  |
| 3rd  | 1995年10月16日 | 冬のファンタジー     | KSD2-1103  |
| 4th  | 1996年01月21日 | 想い出をつくろう     | KSD2-1112  |
| 5th  | 1996年02月26日 | 水曜日に会いましょう | KSD2-1124  |
| 6th  | 1996年08月26日 | 夢追いかけて         | KSD2-1139  |
| 7th  | 1996年11月21日 | サイレントナイト     | KSD2-1147  |
| 8th  | 1998年01月14日 | HAPPY RAIN           | KSD2-1160  |
| 9th  | 1998年08月21日 | クレッシェンド       | KSD2-1185  |
| 10th | 2001年07月25日 | ひまわり             | TECN-12720 |
| 11th | 2002年06月21日 | 月と星と太陽と       | TECN-12795 |
| 12th | 2004年07月07日 | 風の街               | ZGRCA-1001 |
| 13th | 2006年08月06日 | 僕が君から借りたもの | ZGRCA-1002 |
| 14th | 2009年10月01日 | ココロの色           | ZGRCA-1003 |

出典：

### アルバム
|          | 発売日          | タイトル                    | 規格品番      | 収録曲 |
| -------- | --------------- | --------------------------- | ------------- | --- |
| 1st      | 1995年 05月21日 | 彼と彼女の夏                | KSC2-113      | 1. 愛なんて信じないパート2（デュエット・ヴァージョン） 【作詞:カズン/作曲:カズン,小林和子/編曲:本間昭光】 2. 傷ついた翼で 【作詞作曲:カズン/編曲:本間昭光】 3. プール イン ザ レイン 【作詞:小林和子/作曲:カズン/編曲:本間昭光】 4. 雨の日も風の日も 【作詞:小林和子/作曲:林真理/編曲:井上鑑】 5. 虹が消える前に 【作詞作曲:カズン/編曲:井上鑑】 6. 彼と彼女の夏 【作詞:小林和子/作曲:林真理/編曲:佐藤準】 7. ハワイへ行きたい 【作詞:/作曲:大江千里/編曲:井上鑑】 8. 終った二人 【作詞作曲:カズン/編曲:佐藤準】 9. ベルが鳴った 【作詞:小林和子/作曲:小森田実/編曲:井上鑑】 10. いつの日にか 【作詞作曲:カズン/編曲:前田憲男】 |
| 2nd      | 1996年 05月20日 | ラブ&スマイル               | KSC2-149      | 1. 約束 【作詞作曲:カズン/編曲:清水信之】 2. 水曜日に会いましょう 【作詞作曲:カズン/編曲:清水信之】 3. 君のこと 【作詞:小林和子/作曲:カズン/編曲:本間昭光】 4. ひとちがい 【作詞:小林和子/作曲:カズン/編曲:清水信之】 5. 最後の夕暮れ 【作詞作曲:カズン/編曲:清水信之】 6. コンクリートに花を咲かせよう 【作詞:カズン,小林和子/作曲:カズン/編曲:清水信之】 7. 恋する惑星 【作詞:小林和子/作曲編曲:小森田実】 8. 冬のファンタジー 【作詞:カズン,小林和子/作曲:カズン/編曲:本間昭光】 9. 想い出をつくろう 【作詞:小林和子/作曲編曲:小森田実】 10. シング 【作詞作曲:カズン/編曲:清水信之】 |
| 3rd      | 1997年 01月01日 | ふたりのSomeday             | KSC2-163      | 1. ふたりのSomeday 【作詞:カズン,小林和子/作曲:カズン/編曲:森俊之】 2. 愛は1/3 【作詞:小林和子/作曲:カズン/編曲:漆戸啓,三宅一徳】 3. サイレント ナイト 【作詞:カズン,小林和子/作曲:カズン/編曲:漆戸啓,三宅一徳】 4. きっと逢える 【作詞:小林和子/作曲:カズン/編曲:漆戸啓,本間昭光】 5. 夢追いかけて 【作詞:カズン,小林和子/作曲:林哲司/編曲:漆戸啓,本間昭光】 6. Happy Wedding 【作詞:カズン,小林和子/作曲:カズン/編曲:漆戸啓,本間昭光】 7. I have a baby 【作詞作曲:カズン/編曲:本間昭光】 8. 君が好き 【作詞:カズン,小林和子/作曲:カズン/編曲:本間昭光】 9. 午前0時の東京タワー 【作詞作曲:カズン/編曲:森俊之】 10. 遠い夏休み 【作詞:小林和子/作曲:カズン/編曲:森俊之】 11. おばあちゃんの誕生日 【作詞作曲:カズン/編曲:森俊之】 12. ここから… 【作詞:カズン,小林和子/作曲:カズン】 |
| 4th      | 1998年 12月12日 | tomato baby                 | KSC2-252      | 1. 左腕で待ってる 【作詞:くま井ゆう子/作曲:カズン/編曲:漆戸啓】 2. Greeting Card 【作詞作曲:カズン/編曲:漆戸啓】 3. クレッシェンド 【作詞作曲:カズン/編曲:漆戸啓】 4. 冬には星が舞い降りて 【作詞作曲:カズン/編曲:漆戸啓】 5. パンと味噌汁 【作詞作曲:カズン/編曲:漆戸啓】 6. オレゴンの海 【作詞作曲:カズン/編曲:漆戸啓】 7. トマト 【作詞:カズン,前田たかひろ/作曲:カズン/編曲:漆戸啓】 8. アロマ 【作詞作曲:カズン/編曲:漆戸啓】 9. Happy Rain 【作詞作曲:カズン/編曲:漆戸啓】 10. あなたに会えてよかった 【作詞作曲:カズン/編曲:漆戸啓】 11. (エンハンスド)tomato player |
| Best     | 2002年 11月20日 | Cousin Golden☆Best          | MHCL-192      | 1. 愛なんて信じない 2. 傷ついた翼で 3. ベルが鳴った 4. 雨の日も風の日も 5. 冬のファンタジー 6. 想い出をつくろう 7. 水曜日に会いましょう 8. 恋する惑星 9. 夢追いかけて 10. サイレント ナイト 11. ふたりのSomeday 12. Happy Rain 13. クレッシェンド 14. あなたに会えてよかった 15. 泣くのは後にしよう (未発表曲) 16. ハッピー・ハッピー (未発表曲) |
| 5th      | 2004年 01月15日 | おかえりなさい              | ZGRCA-2001    | 1. 涙のゆくえ 2. sound of snow falling 3. 手をつなごう 4. 花冷え 5. ひまわり 6. 月と星と太陽と 7. 未来の空気 8. おかえりなさい 9. 花冷え(43848 hours live version) |
| 1st mini | 2004年 11月25日 | 風の唄                      | ZGRCA-2002    | 1. バルーン 2. 手のひらの秋 3. 雪螢 4. 愛をうたいながら 5. 風の街 (Album mix) 6. rain requiem 7. 花の街（feat.ドリーミング） 8. 風の街（ヒロシだけバージョン） |
| 6th      | 2006年 01月11日 | ten                         | ZGRCA-2003    | 1. あたらしい空 2. キミだけなのかもしれない 3. 誰も知らない街で 4. 僕が君から借りたもの 5. 夜のヒコーキ 6. ワルイクセ 7. うたかた 8. 君の帰る場所 9. あなたに会えてよかった（ホントによかったversion） 10. 冬のファンタジー (season X) |
| 7th      | 2015年 09月09日 | カズン 二重唱～夢色ノート盤 | MHCL-30326～7 | 1. 夢追いかけて 2. あの頃の友だちへ 3. 愛は1/3 4. クレッシェンド 5. 約束 6. 水曜日に会いましょう 7. あたらしい空 8. 月と星と太陽と 9. バルーン 10. True Heart ～セリフversion～ 11. Happy Wedding 12. I have a baby 13. 誰も知らない街で 14. 花冷え ～43848 hours live version～ 15. いつの日にか 16. おかえりなさい 1. 風の街 ～Album Mix～ 2. 東京ドライブ 3. ひとちがい 4. 午前0時の東京タワー 5. 歌を忘れた頃 6. 愛をうたいながら 7. 遠い夏休み 8. おばあちゃんの誕生日 9. Never Can Say Good-Bye 10. 冬のファンタジー 11. sound of snow falling 12. 冬には星が舞い降りて 13. 僕が君から借りたもの 14. あなたに会えてよかった ～ランプversion～ 15. ココロの落書き ～夢色ノートMix～ 16. 虹色のスコア ～虹色ノートへつづく～                                                       |
| 8th      | 2016年 02月10日 | カズン 二重唱～虹色ノート盤 | ZGRCA-2004～5 | 1. 虹色のスコア 2. 田舎育ちの夢見る少女はいつまでも少女のまま 3. ウィークエンドナイトメア 4. アンブレラ 5. ひまわり 〜虹色ノートversion〜 6. ココロの落書き 〜虹色ノートversion〜 7. The Pearl of Africa 〜虹色ノートMix〜 8. GOAL 9. 涙のゆくえ 〜虹色ノートMix〜 10. ピアノのうた 1. はじめの一歩 2. one 〜歌う星 〜虹色ノートMix〜 3. キミだけなのかもしれない 4. 悩みの森の真ん中で 5. 鶴の舞 6. 手をつなごう 〜虹色ノートMix〜 7. キミノコエ 8. 冬のファンタジー 〜seasonXX Mix〜 9. ココロの色 with 岩崎良美 〜虹色ノートMix〜 10. wave 1. 転がるオレンジ 2. IBUKI 3. 未来の空気 |
| 9th      | 2020年 03月24日 | 素敵なmusic                 | ZGRCA-2006    | 1. 宇宙旅行のうた 2. プレイボ‐ル 3. 小さい春みつけた 4. 素敵なmusic 5. クロ‐ゼット 6. line 7. ナイアガラワルツ 8. 大切なこと 9. 僕が君から借りたもの～合唱Mix～ 10. 風の街～令和Mix～ |

出典：

### 参加作品
| 発売日         | タイトル                                                                                          | 規格品番   |
| -------------- | ------------------------------------------------------------------------------------------------- | ---------- |
| 1996年11月11日 | MAX JAPAN 3                                                                                       | SRCL-3709  |
| 1996年12月12日 | TVテーマ・CMヒット・ソングス'97                                                                   | SRCL-3732  |
| 1999年11月03日 | フォーク&ニューミュージック・ヒストリーVol.2 ソニー・ミュージックエンタテインメント《20世紀BEST》 | SRCL-4694  |
| 2003年11月19日 | a day/BLUE                                                                                        | OCCA-1002  |
| 2003年11月27日 | TRUE LOVE～WINTER BEST SONGS II～                                                                 | AVCD-17359 |
| 2006年11月08日 | Fantastic Christmas                                                                               | MHCL-945   |
| 2008年01月23日 | PURE LOVE II～winter romance～                                                                    | UICZ-8035  |
| 2008年02月20日 | J-POP ヒット・ラブソングス スーパー・ベスト                                                       | DQCL-1165  |
| 2008年12月17日 | Wonderful Tunes ～Dear Winter～                                                                   | VICL-63171 |
| 2010年12月22日 | クライマックス J-バラード・スタンダード                                                           | MHCL-1835  |
| 2011年07月27日 | 歌姫～デュエット・ふたりのラブソング～                                                            | MHCL-1940  |
| 2011年11月23日 | 永遠の愛のうた ～Everlasting Love～                                                               | MHCL-2003  |
| 2012年11月07日 | 雪のうた                                                                                          | MHCL-2172  |
| 2012年11月28日 | アゲイン! 90's BEST OF HEARTFUL J-POP SONGS                                                       | AQCD-50754 |
| 2015年10月01日 | ひとりひとつ                                                                                      | SLCL-9010  |

## タイアップ
| 曲名                 | タイアップ                                          |
| -------------------- | --------------------------------------------------- |
| 冬のファンタジー     | サッポロビール「冬物語」CMソング                    |
| 雨の日も風の日も     | 三井農林「5秒で麦茶」CMソング                       |
| 傷ついた翼で         | 映画『DATE TRAIN』テーマ曲                          |
| サイレント ナイト    | JAL「SKI'97 北海道」CMソング                        |
| 夢追いかけて         | 映画『宮澤賢治 その愛』主題歌                       |
| ふたりのSomeday      | TBS系『愛の劇場 ひとりっ子同志』主題歌              |
| 水曜日に会いましょう | メナード「ジュピエルリップスティック」CMソング      |
| 想い出をつくろう     | フジテレビ『冒冒グラフ』挿入歌                      |
| あの頃の友だちへ     | テレビ東京系『インターネットHOT』エンディングテーマ |
| HAPPY RAIN           | TBS系『黄金のレシピ』エンディングテーマ             |
| GREETING CARD        | フジテレビ系『トロトロで行こう』テーマ曲            |
| ひまわり             | NHK教育テレビ『ボランティアにっぽん』テーマ曲       |
| 風の街               | NHK『列島縦断 鉄道12000kmの旅』テーマソング         |
| 手のひらの秋         | ほくほくテレビ北海道の歌                            |
| 僕が君から借りたもの | 中国電力CMソング                                    |
| キミノコエ GOAL      | ブラインドサッカー公式応援ソング                    |
| The Pearl of Africa  | JICA（国際協力機構）青年海外協力隊                  |

## ラジオ
- カズンのフレンズ・フォーエバー（music bird）（JFN系列、1998年頃から）
- カズン古賀いずみの「虹色ラジオ」（music bird）（JFN系列、2010年7月3日から）